# Brooklands (motorfiets)
Brooklands is een Brits merk van motorfietsen.
De bedrijfsnaam was Brooklands Motorcycles Ltd., Ludlow (Shropshire)
Dit was een Engelse fabriek die vanaf 1983 Norton Manx replica’s op de markt bracht, voorzien van een Weslake- of Rotax-motorblok. De naam refereerde aan het beroemde circuit van Brooklands. 
In 1983 verscheen het eerste model, de Brooklands M 40, een replica van de beroemde racer van Norton. Met die machine was Geoff Duke in de seizoenen 1951 en 1952 twee wereldtitels in de 350- en een wereldtitel in de 500 cc klasse behaald. Tot ver in de jaren zestig was de machine door privérijders gebruikt in het wereldkampioenschap wegrace en toen hij daar echt niet meer kon meekomen werd er zelfs in de jaren zeventig nog mee gereden in het Brits kampioenschap. In de jaren tachtig waren er dus wel potentiële klanten die dertig jaar lang Nortons op de circuits hadden gezien. 
Brooklands Motorcycles kon echter slechts tot op zekere hoogte de originele Norton-racer benaderen. Men wilde de motorfiets geschikt maken voor gebruik op de openbare weg en daarvoor moest men concessies doen: de motorfiets kreeg verlichting en een veel te lang achterspatbord om de kentekenplaat te bevestigen. Om aan de geluidseisen te voldoen moest een veel grotere uitlaatdemper worden gemonteerd en de richtingaanwijzers ontsierden het model. Een origineel motorblok (er werden voor classic races nog steeds motorblokken gemaakt, maar die waren erg duur) was geen optie en de machine werd voorzien van een Weslake baansportblok dat uiterlijk nogal afweek van het origineel. De Weslake was dan ook voorzien van dubbele bovenliggende nokkenassen en het distributiedeksel aan de rechterkant was prominent aanwezig. Bij de Norton zat daar de koningsas die het blok zo herkenbaar maakte. Wel was de machine voorzien van het door de Ierse broers Cromie- en Rex McCandless ontwikkelde featherbed frame en een handgemaakte kopie van de originele tank. 
In 1985 verscheen een tweede model, de Brooklands GB 500. Deze machine had een stuurkuipje, een beter passende uitlaat en een inbouwmotor van Rotax. 